# Hércules (videojuego)
Hércules, conocido como Hercules Action Game y Disney's Action Game Featuring Hercules en Norteamérica, o Disney: Juego de Acción - Disney Presenta Hércules (Disney's Action Game Featuring Disney's Hercules en inglés) en Europa, es un videojuego de acción que salió al mercado el 20 de junio de 1997 para PlayStation y Microsoft Windows, desarrollado por Disney Interactive, basado en la película animada del mismo nombre que se estrenó una semana después de este lanzamiento. Otro juego, también basado en la película, fue lanzado por THQ para Game Boy ese mismo año.

## Sinopsis
El juego sigue, con ligeros cambios, la trama que se desarrolla en la película de animación. Hércules, hijo de Zeus, es despojado de su divinidad y una vez en la tierra, rodeado de mortales, debe demostrar que es un verdadero héroe para recuperar su estatus de inmortalidad y poder unirse a su padre y al resto de los dioses en el monte Olimpo. Para conseguirlo, Hércules debe pasar varias tareas y derrotar a muchos villanos, y al final, enfrentarse a Hades, gobernante de los muertos, quien también es responsable de la pérdida de su inmortalidad.

## Jugabilidad
El juego es principalmente bidimensional, aunque, en muchas misiones, el jugador puede caminar y cruzar caminos o escaleras. Hay un total de diez niveles y tres modos de dificultad: principiante, medio y hercúleo. Los dos últimos niveles son jugables sólo si se hace en las dificultades media y hercúlea. Hay, además, tres niveles que son carreras en los que el jugador debe avanzar y evitar los obstáculos. Para llegar al final de la carrera debe evitar los obstáculos que se suceden, si bien no puede detenerse o luchar. La salud del jugador se mide en una barra de energía que queda mostrada en la parte superior izquierda. A lo largo del juego, el personaje se encuentra con bebidas que sirven para curar dicha barra de vida.
El arma principal del jugador es la espada, que tiene una habilidad extra para derrotar a sus enemigos conocida como "Don de los dioses", en la que se usa la espada como un arma superior, pudiendo disparar diversos elementos dirigiéndolos con el mando de jugabilidad hacia la dirección de los enemigos. Hay tres modalidades de ataques: rayos, bolas de fuego y bombas sónicas. También hay un formato de invencibilidad, que se encuentra en el juego en forma de casco, que otorga al jugador unos segundos de invulnerabilidad cuando se activa. 
En muchos niveles hay letras ocultas. Si se recogen todas, formarán la palabra HERCULES y permitirá que el jugador aparezca directamente en el siguiente nivel. También hay cuatro jarrones ocultos en cada misión, que al momento de golpear dan al jugador una contraseña secreta para el nivel actual, que luego podrán usar en la pantalla de inicio del juego. Durante el juego, el jugador se enfrentará a muchos jefes, la mayoría de los cuales no pueden ser derrotados en las peleas convencionales y requieren que el jugador realice acciones especiales para pasar. Entre los enemigos que deben enfrentarse con Hércules están el Centauro, el Minotauro, las Arpías, la Hidra, la Gorgona, los Titanes y, finalmente, Hades.

## Recepción
El juego recibió críticas positivas en la versión de PlayStation, con una puntuación de revisión del 80% en GameRankings.